# Spongilla arctica
Spongilla arctica är en svampdjursart som beskrevs av Annandale 1915. Spongilla arctica ingår i släktet Spongilla och familjen Spongillidae.
Artens utbredningsområde är havet utanför Ryssland. Inga underarter finns listade i Catalogue of Life.